# Världsmästerskapen i hastighetsåkning på skridskor 1901
De elfte världsmästerskapen i hastighetsåkning på skridskor för herrar anordnades på Djurgårdsbrunnsviken i Stockholm i Sverige 9 - 10 februari 1901. 13 tävlande från fyra nationer deltog.

## Resultat
- - 500 meter
- 1 Frans Wathén  Finland – 54,0
- 2 Martinus Lørdahl  Norge – 54,2
- 3 David Jahrl  Sverige – 54,8

- - 1 500 meter
- 1 Frans Wathén  Finland – 2.43,4
- 2 Rudolf Gundersen  Norge – 2.44,8
- 3 Martinus Lørdahl   Norge – 2.46,6

- - 5 000 meter
- 1 Rudolf Gundersen  Norge 9.56,8
- 2 Jan C Greve  Nederländerna – 10.07,2
- 3 Frans Wathén  Finland – 10.15,2

- - 10 000 meter
- 1 Frans Wathén  Finland – 20.13,2
- 2 Jan C Greve  Nederländerna - 20.37,0
- 3 Rudolf Gundersen  Norge – 20.47,06

- - Sammanlagt
- 1 Frans Wathén  Finland, världsmästare.
- 2 Rudolf Gundersen  Norge
- 3 Gustaf Sörman  Sverige
  - För att få titeln världsmästare krävdes enligt då gällande regler att man vunnit minst tre distanser.